# Pandanus undulifolius
Pandanus undulifolius är en enhjärtbladig växtart som beskrevs av Richard Eric Holttum och Harold St.John. Pandanus undulifolius ingår i släktet Pandanus och familjen Pandanaceae. Inga underarter finns listade.